# 2014년 5월 죽음
다음은 2014년 5월에 사망한 저명한 인물 목록이다.
- 5월 2일 - 대한민국의 음악가 묵계월
- 5월 3일 - 미국의 경제학자 게리 베커
- 5월 9일
  - 대한민국의 정치인 박준규
  - 미국의 육상인 멜 패턴
- 5월 10일 - 일본의 음악가 이와이 나오히로
- 5월 12일 - 스위스의 화가 H. R. 기거
- 5월 13일 - 스웨덴의 영화감독 말릭 벤젤룰
- 5월 15일 - 벨기에의 정치인 장뤼크 데하네
- 5월 21일
  - 대한민국의 시인 범대순
  - 베네수엘라의 정치인 하이메 루신치
- 5월 24일
  - 대한민국의 정치인 노승환
  - 대한민국의 정치인 이학봉
  - 대한민국의 정치인 조희철
- 5월 25일
  - 대한민국의 소설가 곽의진
  - 캐냐의 피겨스케이팅인 피터 던필드
  - 폴란드의 정치인 보이치에흐 야루젤스키
- 5월 28일
  - 말레이시아의 정치인 아즐란 무히부딘 샤흐
  - 미국의 기업인 맬컴 글레이저
  - 미국의 작가 마야 앤절로